# Original Soundtracks 1
Albums de Passengers (U2)
Melon: Remixes for Propaganda
(1995) Pop
(1997)
Singles
Original Soundtracks 1 est un album studio du groupe rock irlandais U2, réalisé sous le pseudonyme Passengers. Il est sorti le 6 novembre 1995 sous le label Island Records. Conçu entre novembre 1994 et juillet 1995 dans deux studios à Londres et à Dublin, il est produit par Brian Eno - à l'origine du projet -  et mixé principalement par Howie B. Ce dernier co-produira  Pop, l'album suivant de U2. L'opus propose 14 chansons qui sont des illustrations sonores de films dont la plupart sont imaginaires.
Placé entre Zooropa et Pop dans la discographie des Irlandais, Original Soundtracks 1 est un album à dominante ambient qui permet à U2 de réaliser une approche plus expérimentale de sa musique sans choquer le plus grand nombre. Le ténor Luciano Pavarotti, a prêté sa voix sur la chanson phare du disque Miss Sarajevo, publié comme unique single le 20 novembre 1995.
En dépit de ses qualités, le batteur de U2 Larry Mullen Junior dira sur Original Soundtracks 1 : « La frontière est mince entre la musique intéressante et l'autocomplaisance. Nous avons franchi la ligne sur l'album des Passengers ». Le disque a reçu des avis généralement mitigés de la presse et des fans. Il est aussi le moins connu du catalogue de U2. Il a toutefois été disque d'or en France. À ce jour, l'album s'est vendu à 2 millions d'exemplaires à travers le monde. Le 12 avril 2025, pour son 30e anniversaire, à l'occasion du Record Store Day, Original Soundtracks 1 ressort exclusivement sur un vinyle noir recyclé et entièrement remastérisé.

## Historique

### Contexte
En décembre 1993, la tournée Zoo TV de U2 se termine à Tokyo. Mais déjà, moins d'un an après, un nouveau disque prend forme dans les studios de Londres et de Dublin. C'est une étrange collaboration entre U2 et Brian Eno. « Nous considérons Brian comme un excellent catalyseur » explique Bono. « Mais nous avons pensé que ce serait bien d'écrire officiellement avec lui, comme il l'avait fait avec Talking Heads et David Bowie. » Des invités vont aussi intégrer le projet pour apporter des voix, notamment la star japonaise Holi et Luciano Pavarotti. Le ténor Italien harcèlera littéralement Bono pour que celui-ci lui écrive une chanson.

### Enregistrement

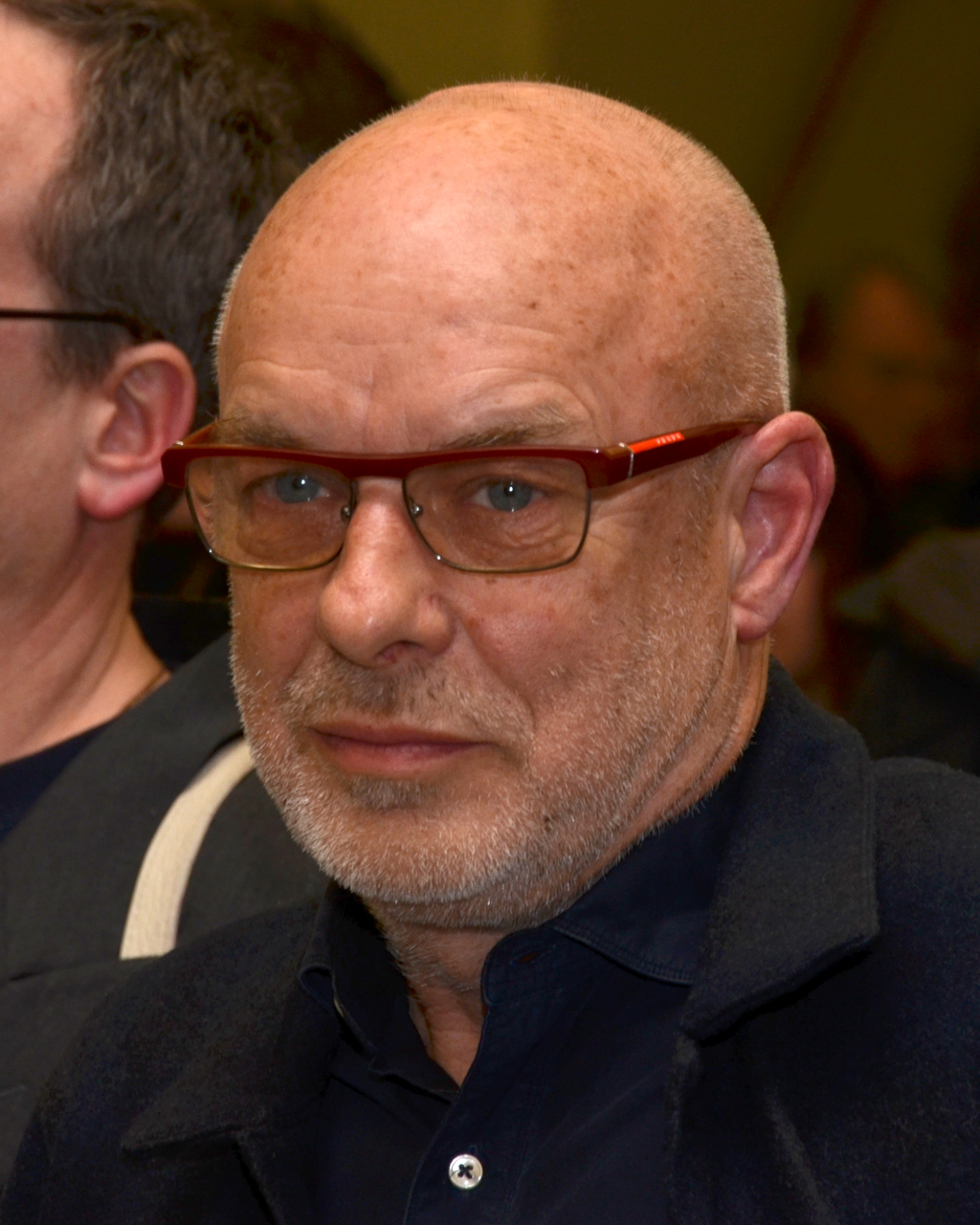
Brian Eno, producteur principal de l'album Original Soundtracks I des Passengers. Ici, à Prague en 2017.

Initialement, le projet consiste à composer une bande originale pour le film The Pillow Book du réalisateur britannique Peter Greenaway, dont la sortie est prévue pour 1996. Mais la bande originale n'aboutit pas et la seule chanson de U2 utilisée dans le film est Daddy's Gonna Pay for Your Crashed Car, issu de l'album Zooropa. Lorsqu'ils se séparent du film, Brian Eno leur suggère de continuer à enregistrer pour des films imaginaires.
Brian Eno propose aux Irlandais de s'abandonner à l'improvisation, de relâcher la pression après la tournée Zoo TV. Il conçoit des rythmiques et des textures électroniques afin de pouvoir se livrer à un ping-pong artistique avec U2 ou, en cas de coup de mou, de relancer les débats en lançant ses sons à l'improviste. Il décore aussi le studio de vêtements africains ou arabes. Son objectif est que l'atmosphère insuffle de manière discrète des idées, que la création soit apaisée et dirigée vers une exploration inédite, désinhibée. Il prépare enfin une pile de vidéos dont les images pourront apporter une inspiration venue d'ailleurs. D'autre part, U2  travaille sur des heures de jam sessions, puis fait appel au producteur Howie B pour couper certains morceaux et faire quelques mixages.
Au fil de l'élaboration de l'album, il y a eu des échanges pour le moins tendus entre Brian Eno et le groupe. Le producteur avait une idée différente de ce qui était en train de se faire, et il était frustré que U2 ne prenne pas le projet davantage au sérieux et arrive en retard aux sessions. Prévu à l'origine comme un projet amusant, décontracté et sans date butoir, Original Soundtracks 1 n'a finalement pas fonctionné comme chacun l'espérait. Larry Mullen Junior n'était pas fan du disque et l'a clairement et abondamment fait savoir par la suite.
Étant donné que Brian Eno est très présent tout au long de l'album que ce soit au niveau de l'instrumentation ou du chant, la maison de disques décide de ne pas sortir Original Soundtracks 1 en tant qu'album de U2, mais de le publier sous le nom de Passengers. Précédé du single Miss Sarajevo, publié quatre jours avant, le disque sort le 6 novembre 1995 sans trop de tapages médiatiques. L'album ne se vendra qu'à 2 millions d'exemplaires. Avec le recul, il semble évident que l'album, même très expérimental, aurait vendu infiniment plus d'exemplaires si le nom U2 avait été conservé.

## Caractéristiques artistiques

### Analyse du contenu

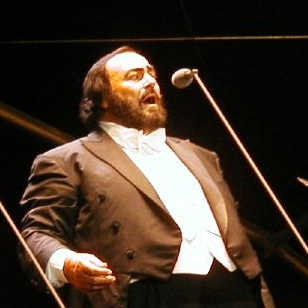
Le ténor Luciano Pavarotti chante Miss Sarajevo en duo avec Bono.

Avec ce disque expérimental, U2 poursuit le dialogue passionnant avec son temps amorcé en 1991 avec Achtung Baby puis plus radicalement avec son successeur Zooropa en 1993. Toutefois, pour ne pas choquer ses fans rock avec cet ovni musical, le groupe se décide à changer provisoirement de nom. U2, associé à Brian Eno, devient  The Passengers.
Original Soundtracks 1 est composé de 14 chansons et sa durée avoisine les 58 minutes. Il est produit et mixé par Brian Eno, dont le rôle a été très important dans sa conception. Le disque prétend être une collection de chansons et musiques utilisées pour des films, mais seuls trois existent et ont utilisé certains morceaux : Ghost in the Shell de Mamoru Oshii, Par-delà les nuages de Michelangelo Antonioni et Wim Wenders, et Miss Sarajevo de Bill Carter. Dans cette courte liste, s'ajoute Always Forever Now qu'on entend un peu dans le film Heat de Michael Mann en 1995. 
Si Bono prête naturellement sa voix sur la plupart des morceaux de cet album, on constate la présence d'autres artistes aux chants. Ainsi, l'artiste japonaise Holi interprète et coécrit le titre Ito Okashi tandis qu'Howie B déjà présent à la production du disque, joue en duo avec Bono sur Elvis Ate America, un rap bizarre et peu convaincant . Brian Eno et The Edge quant à eux interprètent seuls deux titres : le premier chante A Different Kind Of Blue et le guitariste de U2 Corpse (These Chains Are Way Too Long).
À la fin de Your Blue Room, on entend chanter pour la première fois le bassiste de U2 Adam Clayton depuis Endless Deep une face B de l'album War. Ce titre ambient, a été intégré dans les setlist du groupe lors de la tournée U2 360° Tour et ce, à partir du second concert donné à Chicago le 13 septembre 2009. En 2005, Bono déclara au magazine Rolling Stone, que Your Blue Room était l'une des chansons de U2 qu'il préférait. Autre bon titre de cet album, l'atmosphérique Slugest emmené par des percussions incendiaires et dominé par le désir de simplicité mélodique d'Eno. Bono joue le crooner somnambule, énumérant une liste de choses qu'il ne veut pas faire.
Enfin, Miss Sarajevo est la chanson la plus connue d’Original Soundtracks 1. Ce titre qui illustre un documentaire sur cette ville en guerre, est sorti en single le 20 novembre 1995. Elle est chantée en duo par Bono et le ténor Italien Luciano Pavarotti. Très appréciée par le groupe, Miss Sarajevo se trouve dans le Best-of 1990-2000 de U2 au côté des classiques de cette époque expérimentale. Surtout, outre son interprétation en 1997 lors de la visite des Irlandais à Sarajevo lors du PopMart, elle a été régulièrement chantée pendant les concerts du Vertigo Tour entre 2005 et 2006. Elle a plus récemment été interprétée lors de la tournée U2 360° Tour en 2009 à Zagreb et en 2010 à Paris et très souvent durant le The Joshua Tree Tour 2017.

### Epilogue
Original Soundtracks 1 est un album différent, plus artistique que tout ce que U2 a fait auparavant. Il est très expérimental et c'est pour cela qu' il n'a pas réussi à trouver un large public. C'est le disque de U2 le moins vendu durant les années 1990, loin derrière Achtung Baby, Zooropa et Pop. Le premier single, Miss Sarajevo n'a pas atteint le Billboard Hot 100 aux Etats-Unis, entraînant l'annulation d'un deuxième single prévu, Your Blue Room. Des rumeurs ont circulé pendant un certain temps selon lequel un album de suivi était en préparation, mais cela n'a pas été le cas. Il est désormais certain  qu'Original Soundtracks 1 n'aura pas de successeur. Quant à la postérité du disque, les sentiments du public et du groupe lui-même sont encore ambivalents : ce n'est pas ou c'est un album de U2.

### Pochette de l'album
La couverture du disque représente une station spatiale colorée au milieu des étoiles. À sa droite, trois spationautes font une sortie dans l'espace.
La pochette de l'album n'a pas été conçue avec le designer habituel de U2, Steve Averill. Le design est basé sur un concept de Brian Eno et Cally et produit par ce dernier. Cally est le surnom du directeur artistique d'Island Records, Martin Callomon. L'image utilisée pour l'illustration de la couverture est de Teodor Rotreki. Rotreki est un illustrateur et peintre tchèque, concepteur d'un certain nombre d'affiches de films et de couvertures de livres de science-fiction. L'illustration de la pochette de l'album est tirée du livre Six Days on Luna 1 de Ivo Stuka, publié en 1963.

## Anecdotes
Avant Passengers, le nom du « nouveau groupe » devait s'appeler "Babel", anagramme de Brian Eno, Adam, Bono, Edge et Larry Mullen Juior.
Bonus track de la version japonaise de l'album, Bottoms (Watashitachi No Ookina Yume) provient des sessions d'Achtung Baby. C'est un remix instrumental de Zoo Station. On le retrouve aussi en face B du single de Miss Sarajevo.
Apparemment, l’album a un fan en la personne du chanteur de Guns N’ Roses, Axl Rose. Chris Vrenna, qui a participé aux premières sessions de l’album Chinese Democracy de Guns N’Roses (publié en 2008), a déclaré qu'Axel Rose voulait que l’album soit similaire à Original Soundtracks 1. En fin de compte, Chinese Democracy a été retardé continuellement, et l'album fini est plus conforme au rock industriel qu’il ne l’est à cet album.

## Always Forever Nowsur la BO deHeat
Le réalisateur Michael Mann utilise Always Forever Now sur la Bande originale du film Heat, publiée le 19 décembre 1995. Le morceau est placé en seconde piste sur une liste de 21 chansons. Quant au titre  Plot 180, il a aussi été utilisé dans le film mais seulement dans une scène supprimée.

## Le disque vu par les membres de U2
Bono : « Il y a des merveilles dedans. Your Blue Room est l'une de mes chansons préférées qui est actuellement utilisée dans le film de Michelangelo Antonioni et Wim Wenders Beyond the Cloud. »
The Edge : « J'adore ce disque parce que c'est tellement différent de notre travail normal. J'ai toujours eu un intérêt pour la musique plus expérimentale ... Je pense que les ambiances des morceaux sont très fortes, les thèmes développés sont efficaces. De nombreux cinéastes et compagnies de danse ont utilisé la musique. »
Adam Clayton : « Ça a été un album très facile, très coulé. »
Larry Mullen Junior : « C'était un peu complaisant. Je trouvais que vis-à-vis de notre public, on poussait peut-être le bouchon un peu loin. Il y a de superbes chansons et quelques idées intéressantes sur cet album mais pour moi ça n'a pas vraiment marché. »

## Critiques
Dans le Melody Maker le 28 octobre 1995, David Stubbs trouve l'album « excellent, sans doute le meilleur album auquel le nom de U2 a été lié ». Il ajoute : « Si U2 voulait vraiment faire plus que se maintenir en tant qu'énorme affaire monolithique, il déconcerterait son public avec ce genre de choses au lieu de brailler ses boursouflures habituelles ». Plus mesuré, Paul Moody dans le NME, dit ceci :  « Beaucoup de boulot. Le plus irritant, c'est que çà n'a de place nulle part. En tant que projet, c'est une sorte de demi-mesure, un disque fait par un groupe qui n'existe pas pour des films qui ne sortiront jamais. » En France, les Inrockuptibles publie une critique positive sous la plume d'Emmanuel Tellier le 8 novembre 1995. Ce dernier dit notamment que l'album « est une réussite » et qu'il est « le plus courageux » du groupe.

## Liste des titres
| 1.    | United Colours                              | United Colours of Plutonium      | 5:31 |
| 2.    | Slug                                        | Slug                             | 4:31 |
| 3.    | Your Blue Room                              | Par-delà les nuages              | 5:25 |
| 4.    | Always Forever Now                          | Heat                             | 6:24 |
| 5.    | A Different Kind Of Blue                    | An Ordinary Day                  | 2:02 |
| 6.    | Beach Sequence                              | Par-delà les nuages              | 3:31 |
| 7.    | Miss Sarajevo (featuring Luciano Pavarotti) | Miss Sarajevo (documentaire)     | 5:40 |
| 8.    | Ito Okashi (featuring Holi)                 | Ito Okashi / Something Beautiful | 3:25 |
| 9.    | One Minute Warning                          | Ghost in the Shell               | 4:40 |
| 10.   | Corpse (These Chains Are Way Too Long)      | Gibigiane / Reflections          | 3:35 |
| 11.   | Elvis Ate America (featuring Howie B)       | Elvis Ate America                | 3:00 |
| 12.   | Plot 180                                    | Hypnotize (Love me 'til Dawn)    | 3:41 |
| 13.   | Theme From The Swan                         | The Swan                         | 3:24 |
| 14.   | Theme From Let's Go Native                  | Let's Go Native                  | 3:28 |
| 58:10 |                                             |                                  |      |

| Titre bonus Japon | Titre bonus Japon                                         | Titre bonus Japon  | Titre bonus Japon | Titre bonus Japon | Titre bonus Japon | Titre bonus Japon | Titre bonus Japon | Titre bonus Japon | Titre bonus Japon |
| No                | Titre                                                     | B.O. imaginaire de | Durée             |                   |                   |                   |                   |                   |                   |
| ----------------- | --------------------------------------------------------- | ------------------ | ----------------- | ----------------- | ----------------- | ----------------- | ----------------- | ----------------- | ----------------- |
| 15.               | Bottoms (Watashitachi No Ookina Yume) (Zoo Station Remix) | Bottoms            | 4:11              |                   |                   |                   |                   |                   |                   |
| 62:14             |                                                           |                    |                   |                   |                   |                   |                   |                   |                   |

## Classements
| Classements (1995)                 | Meilleure position |
| ---------------------------------- | ------------------ |
| Australie (ARIA)                   | 11                 |
| Autriche (Ö3 Austria Top 40)       | 40                 |
| Belgique (Flandre Ultratop)        | 35                 |
| Belgique (Wallonie Ultratop)       | 14                 |
| Canadian Albums Chart              | 15                 |
| Pays-Bas (Mega Album Top 100)      | 38                 |
| Finlande (Suomen virallinen lista) | 32                 |
| Nouvelle-Zélande (RIANZ)           | 9                  |
| Suède (Sverigetopplistan)          | 28                 |
| UK Albums Chart                    | 12                 |
| États-Unis - Billboard 200         | 76                 |

## Crédits
Passengers
- Bono;– chant, guitare, piano sur "Beach Sequence"
- The Edge;– guitare, claviers, orgue sur "Your Blue Room", chœurs, chant sur "Corpse"
- Adam Clayton;– basse, guitare additionnelle sur "Your Blue Room", percussions, narrateur sur "Your Blue Room"
- Larry Mullen, Jr.;– batterie, percussion, séquenceur rythmique sur "One Minute Warning", percussions électronique sur "United Colours"

Personnel additionnel
- Luciano Pavarotti;– voix ténor sur "Miss Sarajevo"
- Brian Eno;– strategies, séquenceurs, claviers, chœurs, guitare, mixage, voix des refrains, chant sur "A Different Kind of Blue", production
- Holi;– chant sur "Ito Okashi", voix additionnelles sur "One Minute Warning"
- Howie Bernstein;– mixage, traitements, scratchs, piste rythmique sur "Elvis Ate America"
- Craig Armstrong;– Arrangement des cordes sur "Miss Sarajevo"
- Paul Barrett;– arrangement des cordes sur "Always Forever Now"
- Des Broadbery;– séquenceur sur "Always Forever Now"
- David Herbert;– saxophone sur "United Colours" et "Corpse"
- Holger Zschenderlein;– synthétiseur sur "One Minute Warning"